# AHL 1937/38
Die Saison 1937/38 war die zweite reguläre Saison der International-American Hockey League (ab 1940 American Hockey League – AHL). Während der regulären Saison bestritten die sieben Teams jeweils 48 Spiele. Die sechs besten Mannschaften der Liga spielten anschließend in einer Play-off-Runde um den Calder Cup.

## Teamänderungen
Folgende Änderungen wurden vor Beginn der Saison vorgenommen:
- Die Cleveland Falcons änderten ihren Namen in Cleveland Barons

## Reguläre Saison

### Abschlusstabellen
Abkürzungen: GP = Spiele, W = Siege, L = Niederlagen, T = Unentschieden, OTL = Niederlage nach Overtime, GF = Erzielte Tore, GA = Gegentore, Pts = Punkte

Erläuterungen: In Klammern befindet sich die Platzierung innerhalb der Conference;       = Playoff-Qualifikation,       = Division-Sieger,       = Conference-Sieger

#### Reguläre Saison
| East Division         | GP | W  | L  | T | GF  | GA  | Pts |
| --------------------- | -- | -- | -- | - | --- | --- | --- |
| Providence Reds       | 48 | 25 | 16 | 7 | 114 | 86  | 57  |
| Philadelphia Ramblers | 48 | 26 | 18 | 4 | 134 | 108 | 56  |
| New Haven Eagles      | 48 | 13 | 28 | 7 | 93  | 131 | 33  |
| Springfield Indians   | 48 | 10 | 30 | 8 | 96  | 140 | 28  |

| West Division      | GP | W  | L  | T  | GF  | GA  | Pts |
| ------------------ | -- | -- | -- | -- | --- | --- | --- |
| Cleveland Barons   | 48 | 25 | 12 | 11 | 126 | 114 | 61  |
| Pittsburgh Hornets | 48 | 22 | 18 | 8  | 100 | 104 | 52  |
| Syracuse Stars     | 48 | 21 | 20 | 7  | 142 | 122 | 49  |

### Beste Scorer
Abkürzungen: GP = Spiele, G = Tore, A = Assists, Pts = Punkte, +/- = Plus/Minus, PIM = Strafminuten; Fett: Saisonbestwert
| Spieler           | Team                  | GP | G  | A  | Pts | PIM |
| ----------------- | --------------------- | -- | -- | -- | --- | --- |
| Jack Markle       | Syracuse Stars        | 48 | 22 | 32 | 54  | 8   |
| Eddie Convey      | Syracuse Stars        | 48 | 19 | 33 | 52  | 42  |
| Lorne Duguid      | Cleveland Barons      | 47 | 22 | 27 | 49  | 22  |
| Les Cunningham    | Cleveland Barons      | 48 | 19 | 28 | 47  | 55  |
| Phil Hergesheimer | Cleveland Barons      | 47 | 25 | 20 | 45  | 13  |
| Charlie Mason     | Philadelphia Ramblers | 45 | 24 | 20 | 44  | 11  |
| Bill Carse        | Philadelphia Ramblers | 48 | 15 | 25 | 40  | 46  |
| Alex Cook         | Cleveland Barons      | 43 | 13 | 27 | 40  | 46  |
| Oscar Asmundson   | New Haven Eagles      | 44 | 13 | 26 | 39  | 57  |
| Murray Armstrong  | Syracuse Stars        | 35 | 7  | 31 | 38  | 10  |

## Calder-Cup-Playoffs

### Modus
Für die Play-offs qualifizierten sich die sechs besten Mannschaften der American Hockey League. Während die beiden Divisionsgewinner in der ersten Play-off-Runde ein Freilos erhielten, traten die anderen vier qualifizierten Mannschaften ab der ersten Play-off-Runde an. Die ersten beiden Play-off-Runden fanden im Modus Best-of-Three statt. Das Finale selbst wurde hingegen im Modus Best-of-Five ausgespielt.

### Play-off-Übersicht

#### Erste Runde
- Freilos für die (E1) Providence Reds und (W1) Cleveland Barons
- (E2) Philadelphia Ramblers – (E3) New Haven Eagles 2:0
- (W3) Syracuse Stars – (W2) Pittsburgh Hornets 2:0

#### Zweite Runde
- (E1) Providence Reds – (E2) Philadelphia Ramblers 2:1
- (W3) Syracuse Stars – (W1) Cleveland Barons 2:0

#### Finale
- (E1) Providence Reds – (W3) Syracuse Stars 3:1

## Vergebene Trophäen

### Mannschaftstrophäen
| Auszeichnung                                                            | Team             |
| ----------------------------------------------------------------------- | ---------------- |
| Calder Cup Gewinner der AHL-Playoffs                                    | Providence Reds  |
| F. G. „Teddy“ Oke Trophy Bestes Team der West Division, reguläre Saison | Cleveland Barons |